# Tazza

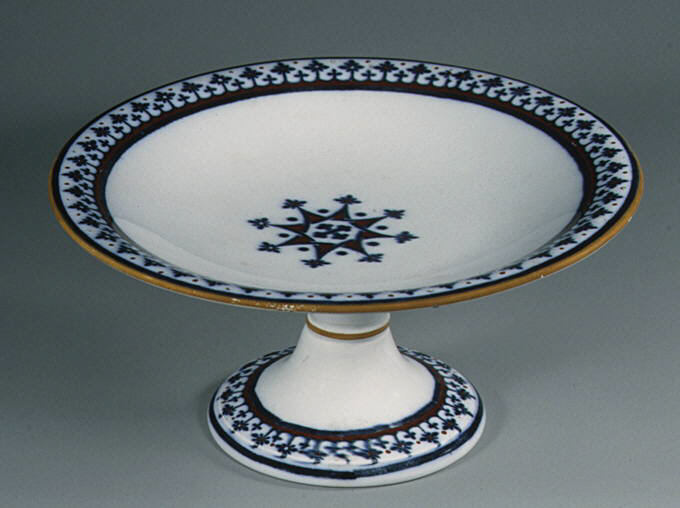
Een tazza van Augustus Welby Northmore Pugin in het Metropolitan Museum of Art

Een tazza is een schotelvormige, ondiepe drinkschaal die op een hoge voet is bevestigd.
Vooral in de renaissance werd de tazza vaak gebruikt. Men dronk er wijn uit, maar ze diende ook om fruit en lekkernijen op uit te stallen.
De tazza kon uit kostbare materialen, zoals zilver of kristal, vervaardigd zijn en was dan vaak ook rijkelijk versierd. Eenvoudiger tazza's, die wel deel uitmaakten van een servies, waren uit goedkoper materiaal, zoals tin, vervaardigd.
In Portugese synagogen werd de tazza gebruikt om geld in te zamelen voor het Poerimfeest.

## Afbeeldingen

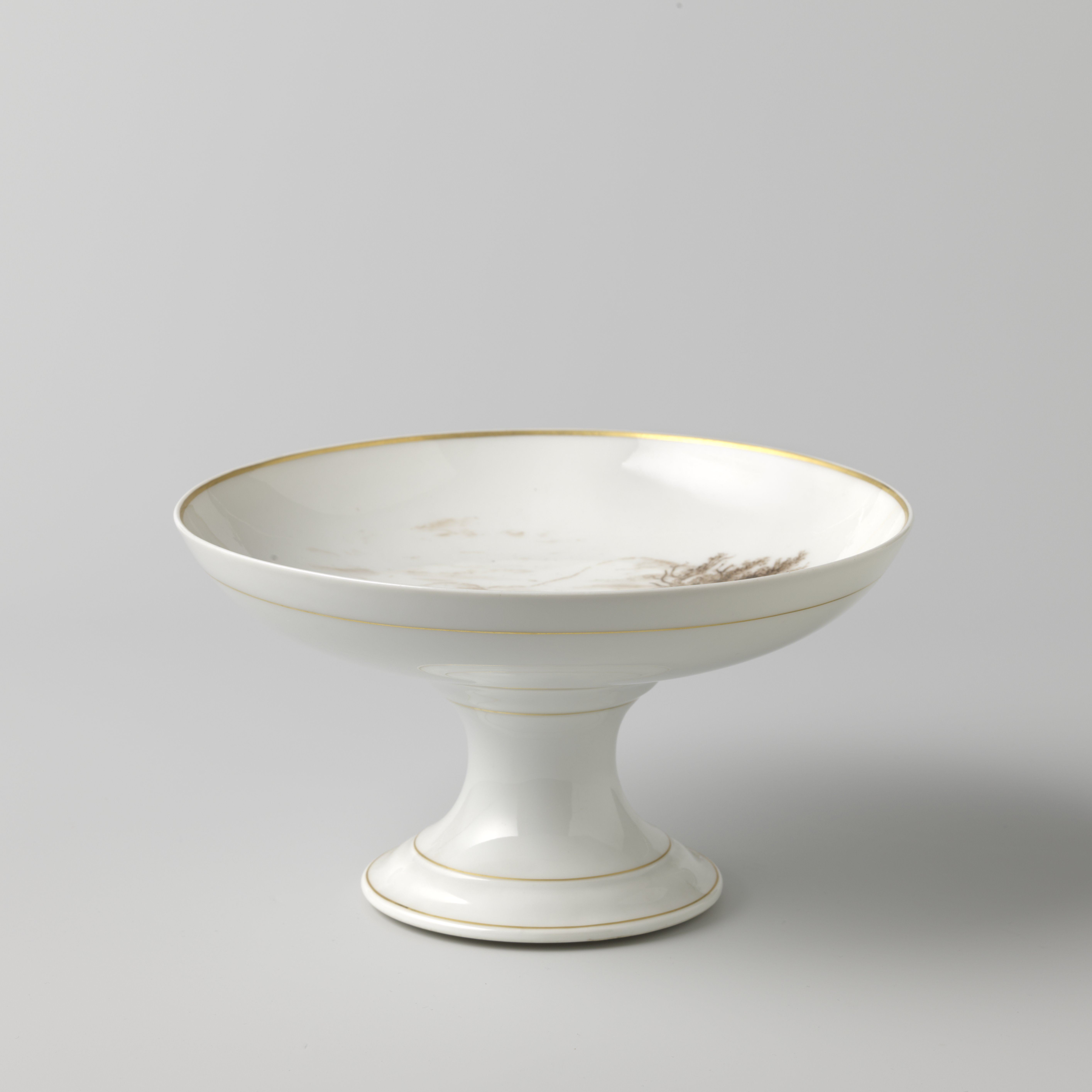
Porselein
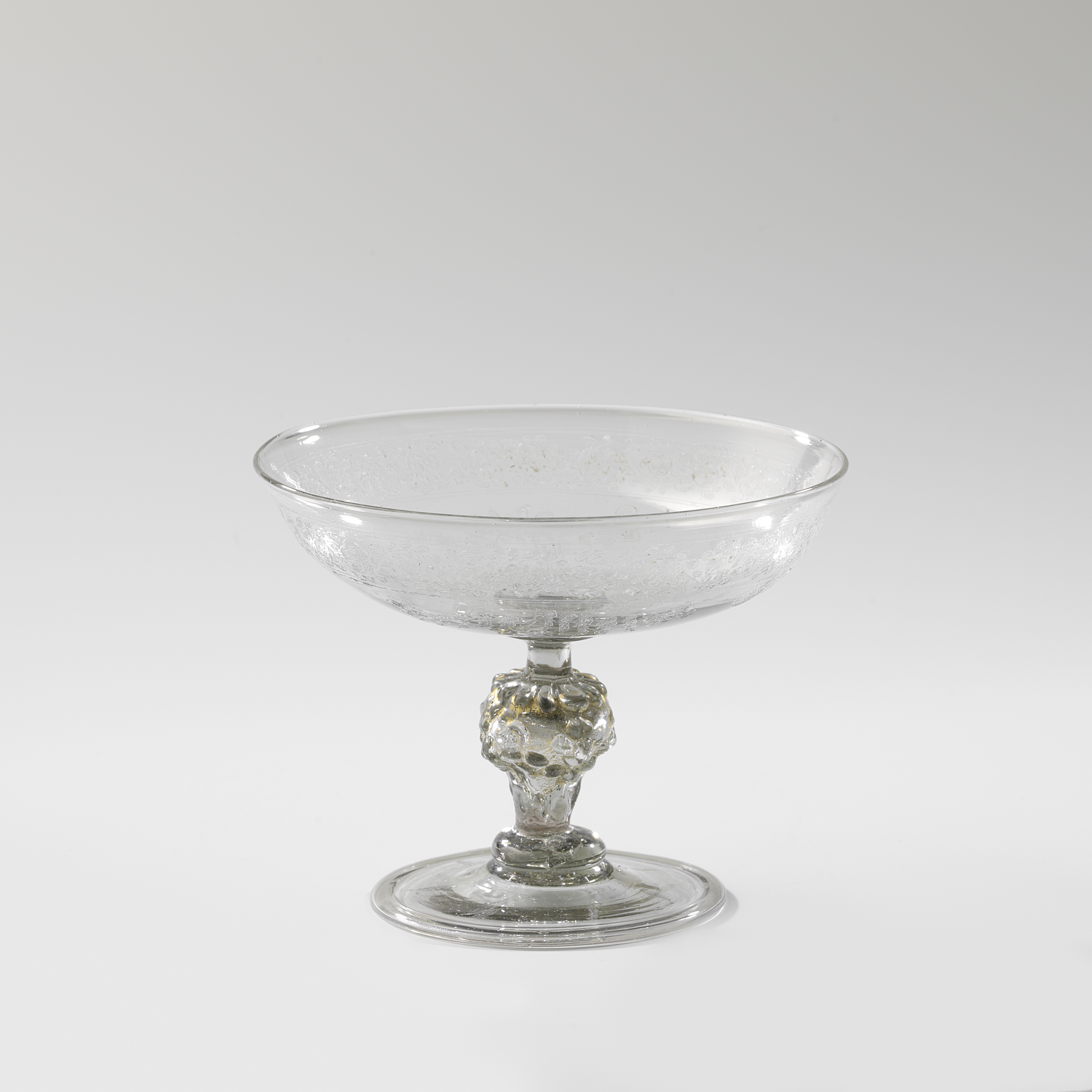
Gegraveerd glas, ca. 1600
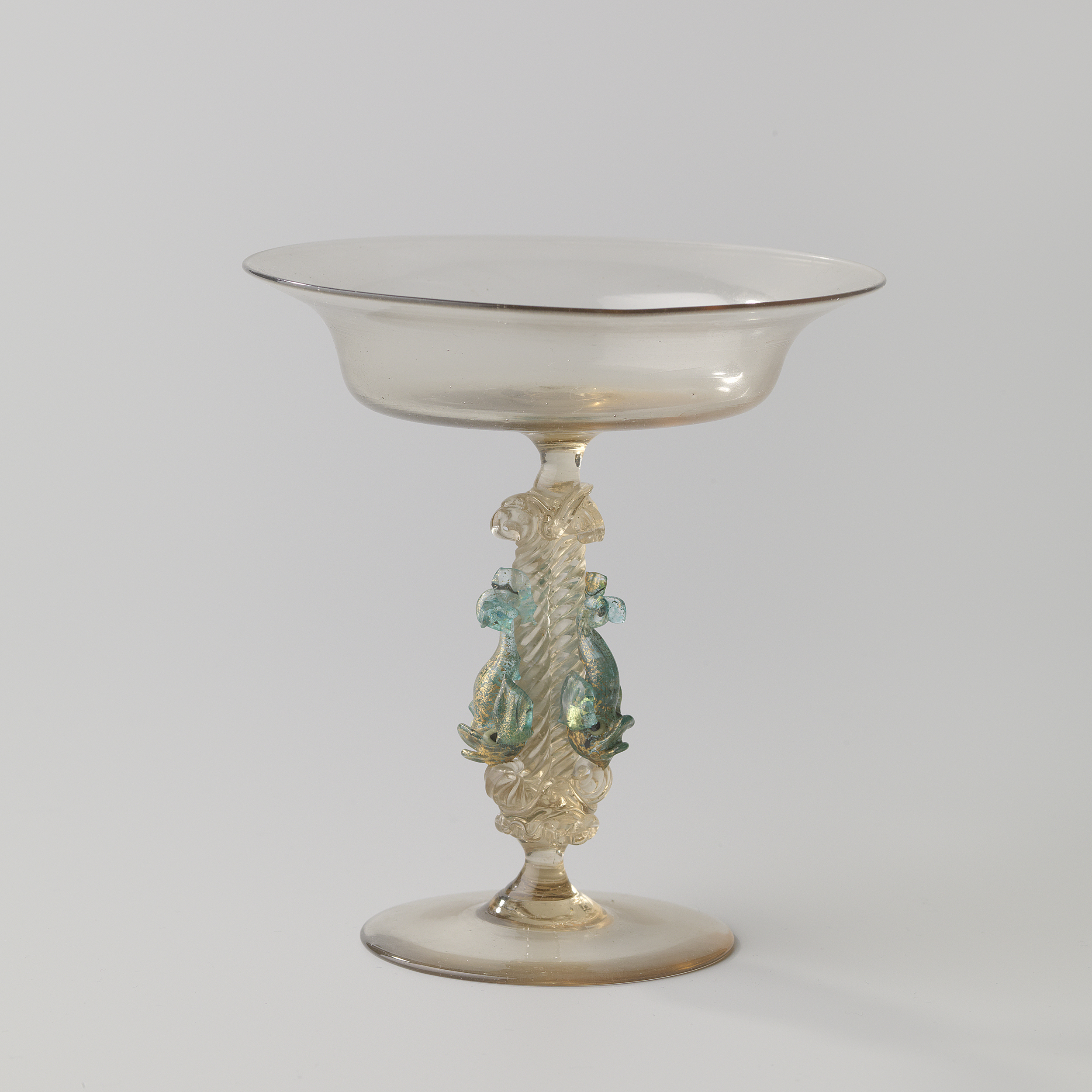
Venetiaans glas
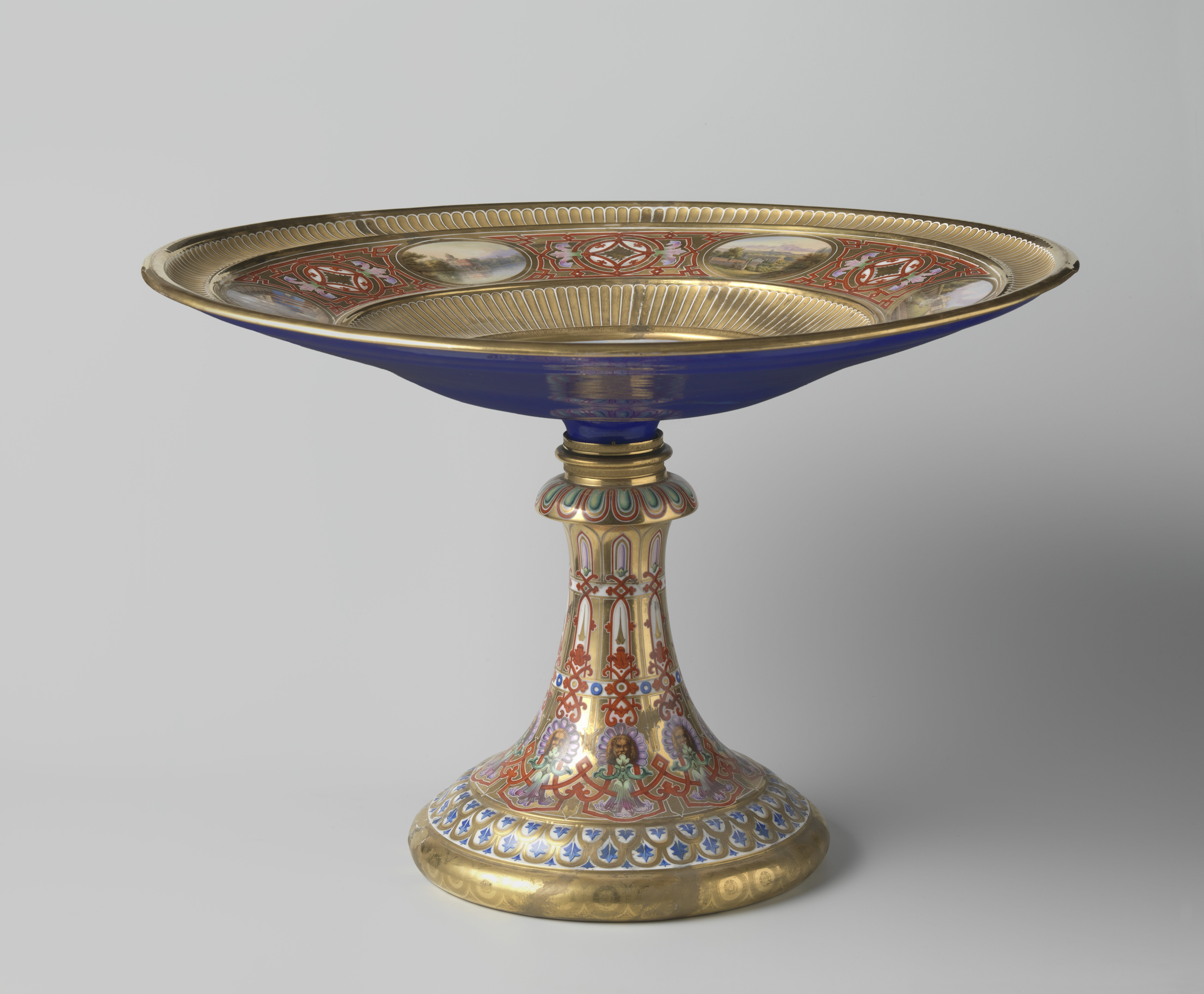
Emaille op porselein
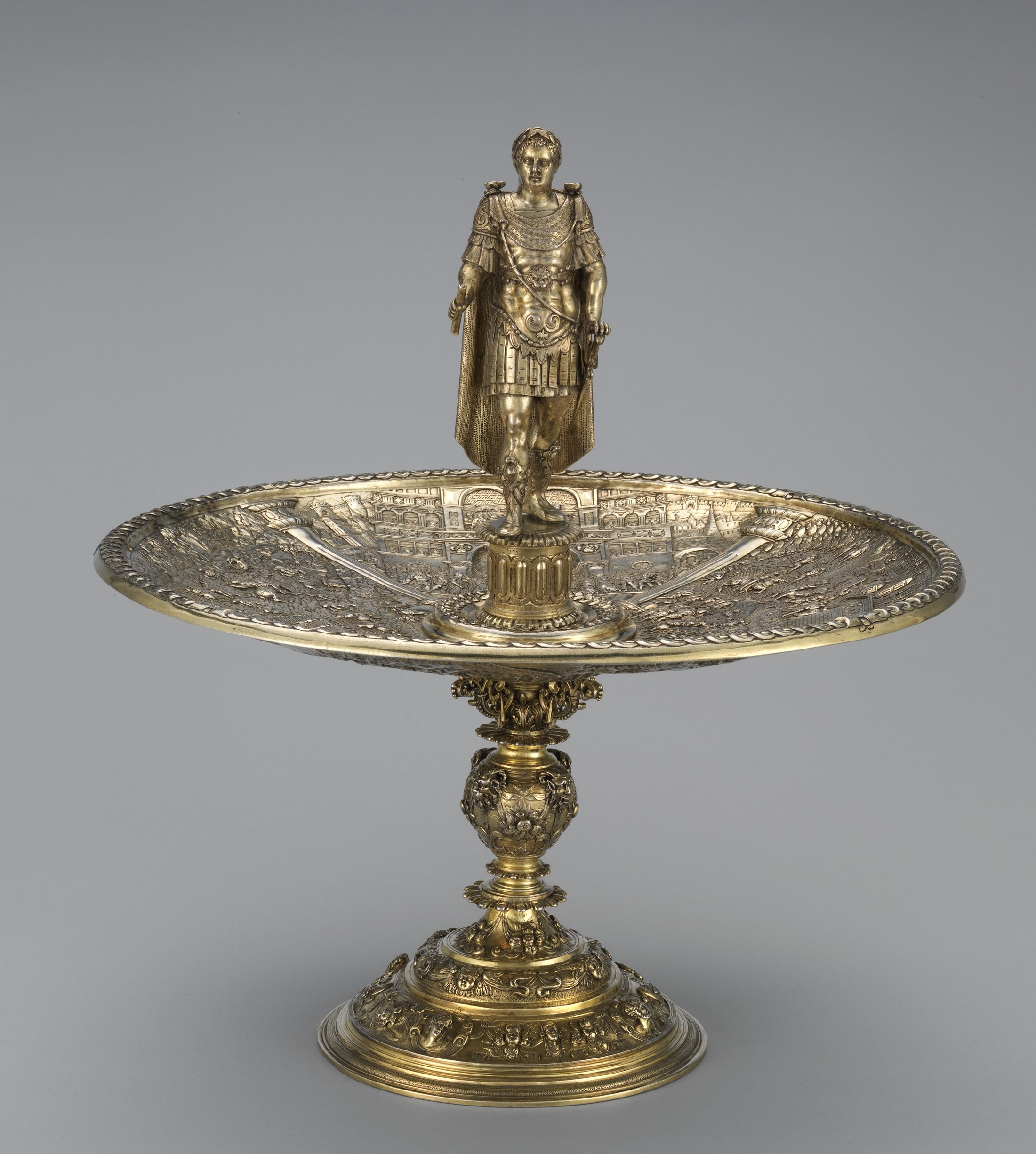
Tazza van Aldobrandini

## Externe bron
- Tazza